# レイクヴィクトリア
レイクヴィクトリア（Lake Victoria、2022年3月22日 - ）は、アイルランドの競走馬。主な勝ち鞍は2024年のモイグレアスタッドステークス、チェヴァリーパークステークス、ブリーダーズカップジュベナイルフィリーズターフ、2025年の愛1000ギニー。

## 概要

### 2歳（2024年）
6月28日のカラ競馬場の未勝利戦をライアン・ムーアを背にデビューを果たして初勝利を挙げる。8月10日のスイートソレラステークス(G3)ではショーン・レヴィーを背に勝利を収めてグループ競走初制覇を果たした。
9月15日のモイグレアスタッドステークス(G1)ではウェイン・ローダンを背に単勝オッズ6.5倍の3番人気で出走。5頭立ての最後方の競馬から、大外を通って突き抜けて2着のシマ―リングに1馬身3/4差を付ける快勝でG1初制覇を果たした。
その後はムーアと組んで9月28日のチェヴァリーパークステークス(G1)に単勝オッズ2.5倍の1番人気で出走して2着のデイライトに3馬身差を付けて勝利を挙げた。
アメリカに渡って11月1日のブリーダーズカップ・ジュヴェナイルフィリーズターフ(G1)に単勝オッズ1.7倍の圧倒的1番人気に推されて出走。最内枠から出るとムーアに押し出すも好位を取れずに中団から競馬を進めることになった。コーナーのところで馬群が詰まると鞍上の仕掛けに応えて内を通って上がっていき直線の入り口で3番手にまで浮上。そこから一気に伸びて突き抜けると、追い縋るメイデイレディを1馬身半で振り切り快勝。初のマイル戦もあっさり克服して3度目のG1制覇と無傷の5連勝を成した。
11月20日に発表されたカルティエ賞にて最優秀2歳牝馬を選出された。

### 3歳（2025年）
5月4日の1000ギニーステークス(G1)では2番人気に推されるも、見せ場なくデザートフラワーの6着に沈んで初黒星を喫っした。
続いて5月25日のアイリッシュ1000ギニー(G1)では単勝オッズ1.9倍の圧倒的な1番人気に推されての出走。内目の3番手という絶好の好位を確保すると、残り3ハロンの辺りで追い出すと先行馬らの間をこじ開けて更に加速。残り半ハロンのところで逃げ粘っていたカリフォルニアドリーマーを捕らえ、そのまま2馬身1/4差の着差を付けて快勝。前走の敗戦から鮮やかに巻き返してみせた。

## 血統表
| レイクヴィクトリアの血統      | レイクヴィクトリアの血統                                     | レイクヴィクトリアの血統                                     | （血統表の出典）                                             | （血統表の出典） |
| 父系                          | サドラーズウェルズ系                                         | サドラーズウェルズ系                                         | サドラーズウェルズ系                                         |                  |
| 父 Frankel 鹿毛 2008          | 父の父Galileo 鹿毛 1998                                      | Sadler's Wells                                               | Northern Dancer                                              | Northern Dancer  |
| 父 Frankel 鹿毛 2008          | 父の父Galileo 鹿毛 1998                                      | Sadler's Wells                                               | Fairy Bridge                                                 |                  |
| 父 Frankel 鹿毛 2008          | 父の父Galileo 鹿毛 1998                                      | Urban Sea                                                    | Miswaki                                                      | Miswaki          |
| 父 Frankel 鹿毛 2008          | 父の父Galileo 鹿毛 1998                                      | Urban Sea                                                    | Allegretta                                                   |                  |
| 父 Frankel 鹿毛 2008          | 父の母Kind 鹿毛 2001                                         | *デインヒル                                                  | Danzig                                                       | Danzig           |
| 父 Frankel 鹿毛 2008          | 父の母Kind 鹿毛 2001                                         | *デインヒル                                                  | Razyana                                                      |                  |
| 父 Frankel 鹿毛 2008          | 父の母Kind 鹿毛 2001                                         | Rainbow Lake                                                 | Rainbow Quest                                                | Rainbow Quest    |
| 父 Frankel 鹿毛 2008          | 父の母Kind 鹿毛 2001                                         | Rainbow Lake                                                 | Rockfest                                                     |                  |
| 母 Quiet Reflection 鹿毛 2013 | 母の父Showcasing 鹿毛 2007                                   | Oasis Dream                                                  | Green Desert                                                 | Green Desert     |
| 母 Quiet Reflection 鹿毛 2013 | 母の父Showcasing 鹿毛 2007                                   | Oasis Dream                                                  | Hope                                                         |                  |
| 母 Quiet Reflection 鹿毛 2013 | 母の父Showcasing 鹿毛 2007                                   | Arabesque                                                    | Zafonic                                                      | Zafonic          |
| 母 Quiet Reflection 鹿毛 2013 | 母の父Showcasing 鹿毛 2007                                   | Arabesque                                                    | Prophecy                                                     |                  |
| 母 Quiet Reflection 鹿毛 2013 | 母の母My Delirium 鹿毛 2008                                  | Haafhd                                                       | Alhaarth                                                     | Alhaarth         |
| 母 Quiet Reflection 鹿毛 2013 | 母の母My Delirium 鹿毛 2008                                  | Haafhd                                                       | Al Bahathri                                                  |                  |
| 母 Quiet Reflection 鹿毛 2013 | 母の母My Delirium 鹿毛 2008                                  | Clare Hills                                                  | Orpen                                                        | Orpen            |
| 母 Quiet Reflection 鹿毛 2013 | 母の母My Delirium 鹿毛 2008                                  | Clare Hills                                                  | Morale                                                       |                  |
| 母系(F-No.)                   | Daffodil's Dam(FN:20)                                        | Daffodil's Dam(FN:20)                                        | Daffodil's Dam(FN:20)                                        | [ § 2 ]          |
| 5代内の近親交配               | Northern Dancer：S4×S5、Danzig：S4×M5、Blushing Groom：S5×M5 | Northern Dancer：S4×S5、Danzig：S4×M5、Blushing Groom：S5×M5 | Northern Dancer：S4×S5、Danzig：S4×M5、Blushing Groom：S5×M5 | [ § 3 ]          |
| 出典                          | 1. 2. 3.                                                     | 1. 2. 3.                                                     | 1. 2. 3.                                                     | 1. 2. 3.         |